# Bachfeld
Bachfeld település Németországban, azon belül Türingiában. Lakosainak száma 438 fő (2018. december 31.).

## Népesség
A település népességének változása:

| 2017 | 440 |
| 2018 | 438 |